# Richard Arvidsson

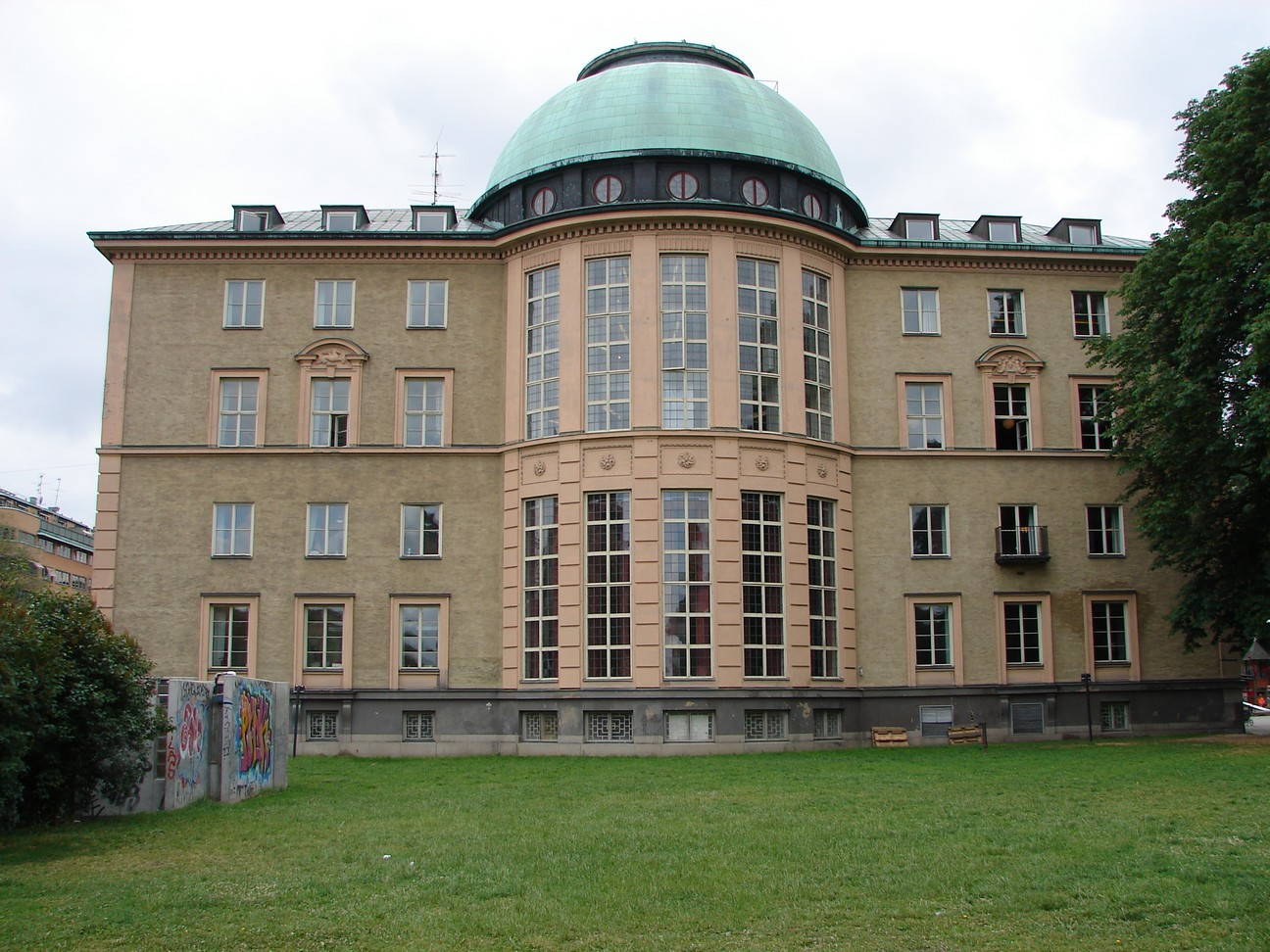
Handelshögskolan i Stockholm är en privat högskola i Stockholm grundad 1909.

Richard Arvidsson, född 1951, är en svensk ekonom. Han är professor i rättsvetenskap, med särskild inriktning mot skatterätt vid Handelshögskolan i Stockholm.